# メアリ・オブ・ギーズ
マリー・ド・ギーズまたはメアリー・オブ・ギーズ（仏：Marie de Guise, 英：Mary of Guise, 1515年11月22日 - 1560年6月11日）は、スコットランド国王ジェームズ5世の妃、女王メアリー・ステュアートの母。
フランスの大貴族ギーズ家の出身で、初代ギーズ公クロードの長女。母アントワネット・ド・ブルボンはブルボン家傍系のヴァンドーム伯フランソワの娘でブルボン朝初代の王アンリ4世の大叔母に当たる。ギーズ公フランソワ、ロレーヌ枢機卿シャルル、オマール公クロード2世、エルブフ侯ルネ2世は弟である。マリー・ド・ロレーヌ（Marie de Lorraine）とも呼ばれる。

## 生涯

### ジェームズ5世との再婚、メアリー・ステュアートの誕生

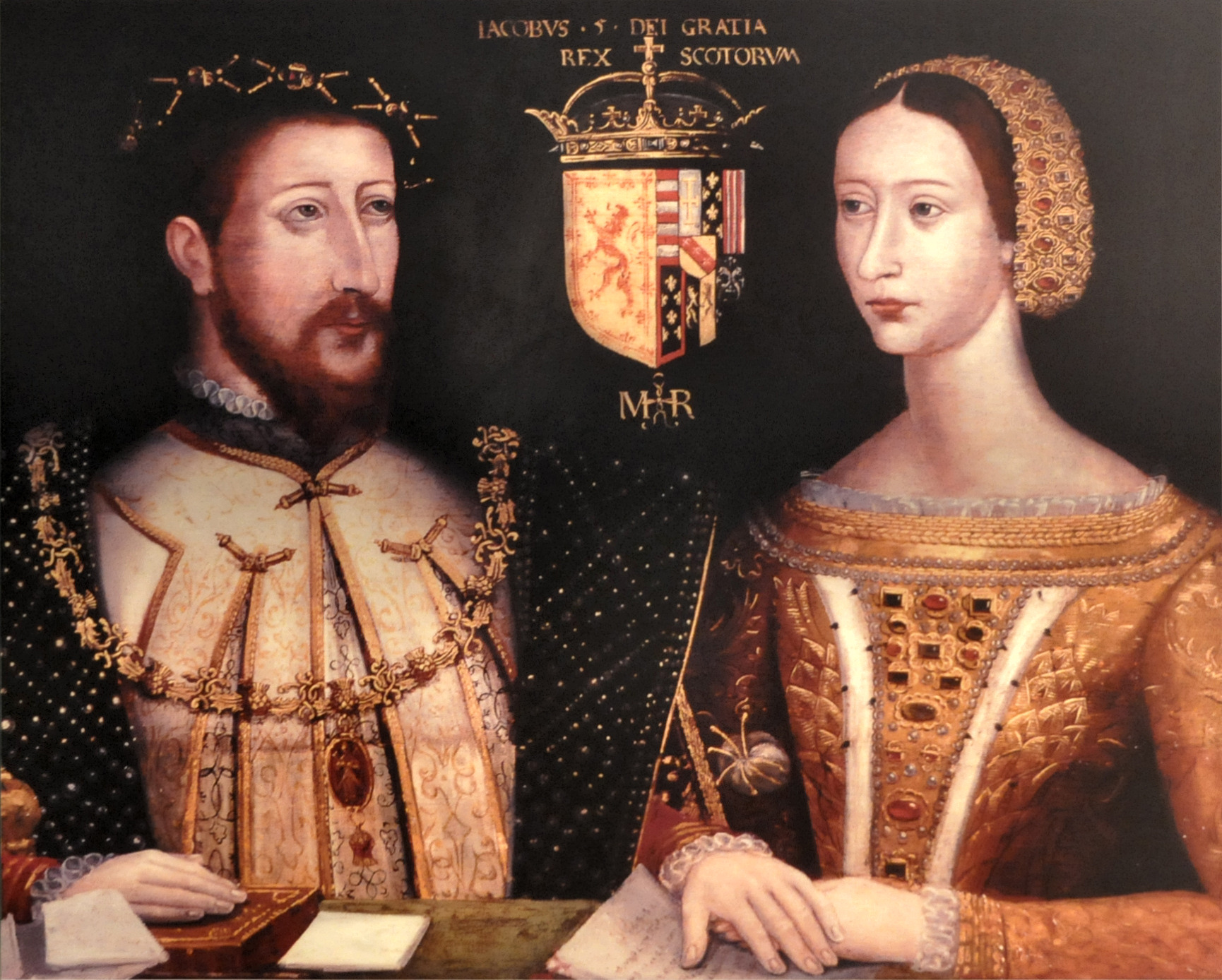
ジェームズ5世との再婚

はじめ、1534年にロングヴィル公ルイ2世・ドルレアンに嫁いだが、1537年に夫が死去したため、同じく妻マデリン・オブ・ヴァロワを亡くしたスコットランド王ジェームズ5世と、1538年の6月18日に22歳で再婚。マリーの2人の弟、ギーズ公フランソワとロレーヌ枢機卿シャルルは、フランス宮廷で絶大なる権力を握っていた。
彼女は美人というわけではなかったが、体格ががっしりしていて子供を多く期待できるという事で、ジェームズ5世の再婚相手として選ばれた。フランス王フランソワ1世の娘でジェームズ5世の前妻マデリンは体が弱く、1537年1月に嫁いだが7月に死去してしまっていた。しかしマリーには前夫との間に3歳になる息子フランソワがいたが、幼い我が子をフランスに残していかなければならなかった。
ジェームズ5世と結婚し、スコットランド王妃になったものの、既に彼には長年の恋人であった、スコットランド有力貴族の娘マーガレット・ダグラスとの息子ジェームズ・ステュアート（後のマリ伯）や、他多くの愛人との間の私生児達がおり、幸せな結婚生活ではなかった。マリーは母のアントワネット・ド・ブルボンに、手紙で募る里心を訴えた。また、多くの手紙で病弱な幼い息子フランソワの安否を尋ねた。フランソワは、毎年糸で自分の背丈を測って母に送った。また1539年には、結婚18ヶ月になってもまだ、ジェームズ5世と母の間に子供が恵まれないのを知って、｢義父上によろしく、そのうち王妃に小さな弟をあげてください」という手紙を送った。1547年には、ピンキ・クローの戦いが起きたため、自分は母を救出しに行くため槍の稽古をしていると手紙に書き、1548年にも、彼は自分は母を助けに行ける者だという事を証明するために、フランソワ1世に負けないくらい狩に出かけているという手紙を送った。
1542年12月8日、王女メアリー・ステュアートが誕生した。この年に起きたソルウェイ・モスの戦いでジェームズ5世が死去し、王の遺言状通り、ステュアート家の一族である第2代アラン伯ジェームズ・ハミルトンが摂政となった。1543年7月1日、イングランドの圧力により、ヘンリー8世の息子エドワード（後のイングランド王エドワード6世）とメアリーとの婚約が決められた。1545年には、アラン伯の政治手腕が疑問視され始め、1554年にアラン伯は解任、マリーが摂政となった。

### 摂政
しかしマリーが摂政になると、プロテスタントの説教師で宗教改革論者であったジョン・ノックスは、カトリックであり、しかも女性の統治者である彼女に激しい敵意を抱いた。彼は女性の統治者など、神の摂理にもとると考えていたのだった。さらに、ノックスは彼女の摂政就任についても「冠が彼女の頭上に置かれた……まるで御しにくい牝牛の背に鞍を置いたようだ……なんというザマだ」と、悪し様に言っている（こうした対立の根底には、ローマ・カトリックの支配から、スコットランド教会の自由を守り、宗教改革を継続させるという理由があった）。
しかしマリーは、かつてボスウェル伯ジェームズ・ヘップバーンの父パトリックが、スコットランドの名門貴族でありながら報酬のいいイングランドで働いたり、盗賊団と組んで一仕事をし、ついには投獄された後でさえ、彼を許したほどの寛大な女性であった。彼女は、「スコットランドでは和解の精神を持って行動する事。処罰する際でも柔和と節度を重んじる事」というのを座右の銘としていた。宗教に対しても、プロテスタントであっても寛大な姿勢で対応しようとした。フランス人の行政官を採用したのも、フランスと比べてスコットランドの行政は不正であると感じたからだった。
しかしこのような、彼女の何事にも寛容さを持って望む姿勢は、スコットランドではしばしば裏切られる事となる。当時のスコットランドにおける王家の支配力はフランスやイングランドなどのヨーロッパ諸国に比べて格段に劣り、親仏派・親英派に分かれてそれぞれフランス・イングランドから資金援助を受けていた氏族によって牛耳られていた。さらに、後にはカトリックとプロテスタントの信仰による分裂もこれに加わり、スコットランドは混沌の度合いを増していった。氏族の間では争いが絶えず、協力する事もあるが、特に理由もないまま敵対する事もあった。スコットランドの国内は、無秩序状態と言ってもよかった。マリーは議会に諮り、スコットランドの国策を緩やかに立てていこうとしていたが、ギーズ家の弟達は姉のそういう方針には反対で、「姉は善人かもしれないが、ああいう穏やかな方法では何もかもめちゃくちゃになる」と言っていた。
1547年の1月28日にヘンリー8世が死去すると、若年のエドワード6世の摂政としてサマセット伯エドワード・シーモアらが実権を握った。この年、それまで親英派であったアラン伯が、親仏派であったビートン大司教の説得を受けてカトリックに改宗した。アラン伯の寝返りにイングランド宮廷は激怒し、スコットランドに侵攻した。1547年9月10日、ピンキ・クローの戦いが起きた。イングランド軍の大虐殺によりスコットランドでは1万人以上の死者を出し、なおもイングランド軍による各地での略奪が行なわれた。危険を感じたマリーは娘のメアリーを連れて、9月11日から18日までインチマホームにある修道院に避難した。

### 娘の結婚、フランス訪問
マリーは1548年7月、フランスとの間で王太子フランソワ（後のフランソワ2世）とメアリーとの婚約を決め、エドワード6世との婚約を破棄した。7月29日、メアリーは迎えに来たガレー船に乗船し、メアリー・フレミング、メアリー・シートン、メアリー・ビートン、メアリー・リヴィングストンという4人の同名の侍女達と共にフランスに向けて旅立った。
1557年にマリーは、ボスウェル伯をスコットランド国境のハーミテージの指揮官に任命した。ボスウェル伯は、当時スコットランド国境から絶えず侵入を繰り返し、人々を恐れさせていたイングランドの軍隊や盗賊団の掃討に、目ざましい働きを見せていた。マリーはボスウェルを高く評価しており、さらに地域一帯の指揮権も与えている。
1557年12月3日、アースキン、アーガイル、モートン、グレンケアンらのプロテスタント貴族は、プロテスタントの布教に努めるというもっともらしい口実で｢組合貴族｣を結集し、エディンバラに集結した。彼らは自分達を｢イエス・キリストの会衆」と自称すると、スコットランドの政治･宗教上の改革と、スコットランド全土におけるプロテスタント教会の設立を要求した。彼らの真の目的は、国内のカトリック勢力を打倒し、カトリック教会の財産を手中にし、マリーに入れ知恵をする邪魔なフランス人を駆逐する事であった。
1558年4月24日、ノートルダム大聖堂で、メアリーはフランソワと結婚式をあげた。マリーはスコットランドを離れる事ができなかったので、母アントワネットを娘の婚姻契約を結ぶための代理として派遣する。1559年5月10日、カリスマ的な存在であったノックスは、パースのセント・ジョン教会で偶像崇拝の根絶と聖遺物の破壊を訴えた。これを契機に国内で反乱が勃発した。わずか2日間の間に、荒れ狂う民衆の手で3ヶ所の修道院が破壊され、聖遺物が奪われる。
さらに、この暴動は瞬く間にスコットランド全土の教会に広がった。5月22日、組合貴族達は武装蜂起を決定し、イングランドへ援助を求めた。マリーもフランスの弟達に援助の要請を求めるべく、フランスに行った。また、彼女は息子フランソワとメアリーにも会いたいと考えていた。4月23日のマリーからの手紙で、メアリーは母がフランスを訪れる事を知ると、自分はとても幸せであり、母の期待に添えるようにがんばって勉強し、立派な人間になりたいという手紙を書いている。マリーは9月25日にルーアンの宮廷に到着した。宮廷では歓迎式典が開かれた。長い間離れ離れになっていた親子は楽しく語り合った。
しかし親子の対面以外では、マリーのフランス訪問に収穫はなかった。アンリ2世に財政援助をしつこく懇願したため、かえって逆効果になってしまったからだった。フランスの駐屯軍を養うために、彼女は大変な財政難に陥っていて、使用人の給料さえ満足に支払えなくなっていた。さらにこの月、メアリーがフランスにやってきた時「世界一すばらしい妹だ」と言ってメアリーを歓迎した息子、フランソワが小児病にかかり、急死してしまった。マリーはこの悲しみを母宛ての手紙に書いている。

### スコットランド帰国後
マリーはスコットランドに帰国したが、依然として情勢は安定せず、この年の11月にメアリーと王太子フランソワの委任を受けたラ･ボロス遠征隊が、ソルボンヌの神学者達数人を伴ってスコットランドに到着した。神学者達はスコットランドのプロテスタントと神学論争をするつもりで来たのだった。すると、イングランドに援助を求めていた組合貴族達は、10月に会衆に加わっていたシャテルロー公（元アラン伯）を名目上の指導者にした。この月には、組合貴族達は一時エディンバラを占領し、マリー・ド・ギーズはスコットランドを征服するためにフランス軍を連れて来たのだから、摂政を退くのが当然だと宣告した。1560年2月27日、ジェームズ卿を代表とするイングランドと、当時イングランドにいたシャテルローの代わりとして、北方の総督代理となったノーフォーク公を代表とする、プロテスタントのスコットランド貴族との間で、ベリク条約が締結された。イングランド貴族達は、スコットランド人のいにしえからの自由と独立を守りつづけられるよう調停を務める、という名目でスコットランド入りし、マリーとフランス軍が占領していたリース城を包囲した。このため、1560年4月にメアリーとフランソワは、モンリュクト、ペルヴェンド、ブロスという3人の使者を遣わし、エリザベス1世と交渉をさせた。
結果、1560年7月6日、エディンバラ条約が締結された。その内容は､イングランド軍とフランス軍の即時撤退、メアリーとフランソワのイングランドの紋章使用禁止というものだった。8月11日にスコットランド議会は､プロテスタントの信仰告白書を公表し､ローマ教皇の管轄権撤廃､カトリック教会の財産没収、ミサの挙行を禁止する事を決定した。なお、3回禁を犯したものは死刑とされる事にし、こうして宗教改革が行なわれた。しかし、マリーはエディンバラ条約が締結される前に最後の賭けに出、ボスウェルにドイツで5000人の傭兵を募兵させ、デンマーク王フレゼリク2世に航海の援助を要請するため、デンマークにも派遣した。
しかし、カトリックの衰退を目の当たりにしながら、ボスウェルの帰りを待たずに、マリー･ド・ギーズは1560年6月11日に死去した。なお、この知らせを聞いたメアリーは、気がふれたのかと人々が心配するほど悲しみ、彼女がイングランドでの長い虜囚生活の末に処刑されるまで、ずっと母の肖像画を所持していたという。